# Pionierschule
Die Pionierschule (PiS) in Ingolstadt ist eine der Ausbildungseinrichtungen des Heeres und verantwortlich für die Aus- und Weiterbildung insbesondere der Pioniertruppe im deutschen Heer.

## Auftrag
Zu den Aufgaben zählen:
- militärfachliche Ausbildung der Pioniertruppe
- Infrastrukturausbildung
- Ausbildung im Pionierdienst aller Truppen für Offiziere und Unteroffiziere
- Ausbildung im Feldlagerbau und -betrieb
- Schweißfachausbildung
- Fachschule des Heeres für Bautechnik führt zivile Berufslehrgänge durch (Staatlich geprüfter Techniker, Beton- und Stahlbetonbauer)

## Organisation
Der Schulkommandeur im Rang eines Brigadegenerals ist zugleich General der Pioniertruppe. Ihm unterstellt sind im Wesentlichen:
- Schulstab
- Bereich Unterstützung
- Bereich Lehre und Ausbildung
  - 1 Lehrgruppe (mit 4 Inspektionen und der Ausbildungseinrichtung Betriebsberechtigungsschein)
  - Fachschule des Heeres für Bautechnik / Zentrum für Bauwesen (2 Inspektionen)
  - Bauinstandsetzungseinrichtung (BIE) in Münchsmünster
- DEU Anteil Military Engineering Centre of Excellence (MILENG COE)
- Kampfmittelabwehrschule

Die Pionierschule untersteht dem Ausbildungskommando.

## Geschichte
Die Truppenschule Pioniere wurde am 22. März 1956 in München in der von der US-Armee übernommenen Peterson Kaserne (1937 als Lohengrin-Kaserne errichtet, ab 1964 Prinz-Eugen-Kaserne) gegründet und nahm am 1. Juli 1956 als Pionierschule des Heeres (PiS H) den Lehrbetrieb auf. Im September 1966 wurde sie in Pionierschule und Akademie des Heeres für Ingenieurbau (PiS/AkHIngBau) umbenannt. Im Februar 1972 erfolgte die Umbenennung in Pionierschule und Fachschule des Heeres für Bautechnik (PiS/FSHBauT).
Die 1971 gegründete Fachschule diente dazu, Feldwebel der Pioniertruppe zu staatlich geprüften Bautechnikern auszubilden.
Seit 1994 besteht eine Partnerschaft mit der Pionierschule der französischen Streitkräfte in Angers und seit 2004 mit der Pionierschule der niederländischen Streitkräfte in Vught.
Im Januar 2009 verlegte die Pionierschule nach Ingolstadt in die Pionierkaserne Auf der Schanz. Im Zuge der Neuausrichtung der Bundeswehr und Umgliederung zum HEER2011 wurde das damalige Zentrum für Kampfmittelbeseitigung der Bundeswehr (seit 1. April 2021: Kampfmittelabwehrschule) seit Mitte 2012 dem Kommandeur Pionierschule und Fachschule des Heeres für Bautechnik unterstellt.
Im Rahmen der Neuausrichtung der Bundeswehr wurde zum 1. Juli 2015 die Pionierschule in das Ausbildungszentrum Pioniere (AusbZPi) umbenannt, umgegliedert und dem Ausbildungskommando in Leipzig unterstellt.
Zum 1. April 2021 wurden zehn Ausbildungseinrichtungen des Heeres umbenannt und erhielten meist ihre traditionellen Namen zurück. Das Ausbildungszentrum Pioniere wurde in Pionierschule ohne den ehemaligen Namensbestandteil „und Fachschule des Heeres für Bautechnik“ umbenannt.

## Kommandeure
| Name                        | von           | bis           |
| --------------------------- | ------------- | ------------- |
| n.n.                        | März 1956     |               |
| Heinz-Michael Koller-Kraus  | 15. Feb. 1960 | 31. Dez. 1961 |
|                             |               |               |
| Ernst-Friedrich Langenstraß | 1. Nov. 1963  | 31. März 1966 |
|                             |               |               |
| Hartmut Dybilasz            | min. 1983     | min. 1983     |
| Roland Zedler               | min. 1985     | März 1990     |
| German Drexler              | März 1990     | 29. März 1993 |
| Karl Hoffmann               | 29. März 1993 | März 1998     |
| Ulrich Keppler              | März 1998     | 23. Nov. 2001 |
| Werner Kullack              | 23. Nov. 2001 | 16. Nov. 2006 |
| Wolfgang Krippl             | 16. Nov. 2006 | 6. Dez. 2012  |
| Heiko Krogmann              | 7. Dez. 2012  | 6. Apr. 2016  |
| Lutz Niemann                | 7. Apr. 2016  | 27. Sep. 2021 |
| Uwe Alexander Becker        | 28. Sep. 2021 | 27. März 2025 |
| Christian Friedl            | 1. Aug. 2025  | –             |

## Ärmelabzeichen
Das Ärmelabzeichen zeigt ähnlich wie alle Abzeichen der Truppenschulen des Heeres zwei gekreuzte Schwerter auf rotem Grund. Darüber hinaus signalisiert ein „S“, dass es sich um eine der Schulen des Heeres handelt. Die schwarze Umrandung entspricht der Waffenfarbe der Pioniertruppe.

## Interne Verbandsabzeichen

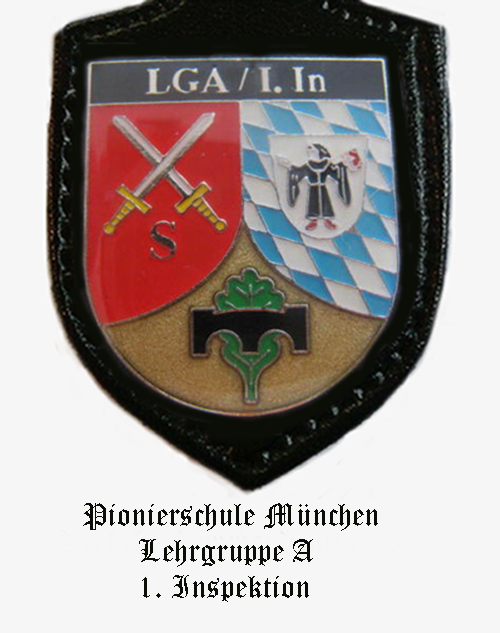
Pionierschule München – I. Inspektion Lehrgruppe A
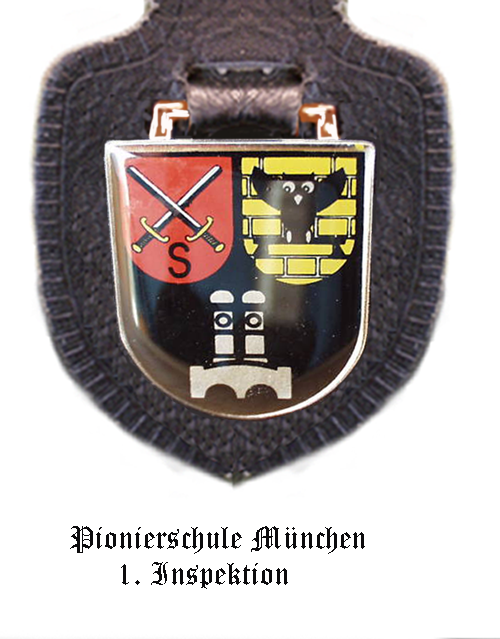
Pionierschule München – I. Inspektion
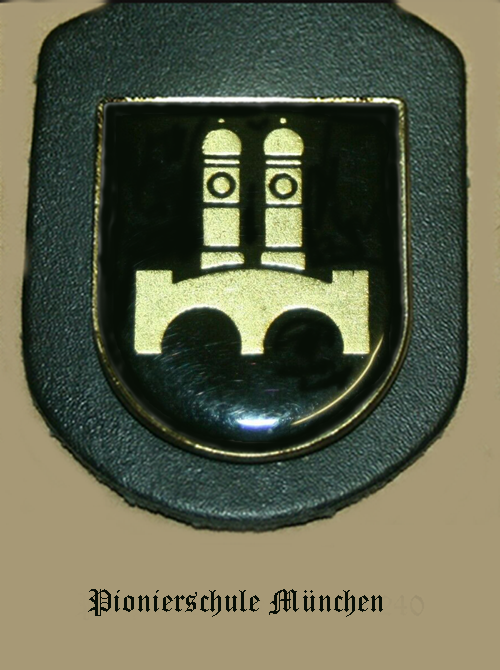
Pionierschule München
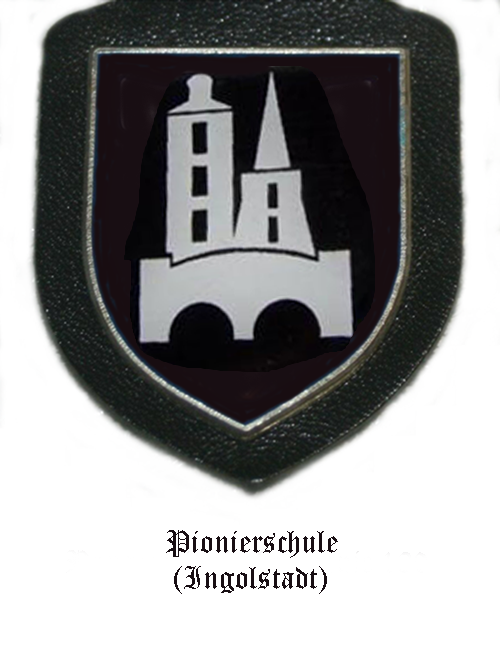
Pionierschule Ingolstadt